# Рухляда, Николай Васильевич
Николай Васильевич Рухляда (1947—2021) — советский учёный-медик и педагог, хирург, организатор здравоохранения и медицинской науки, основатель научной школы военно-морских хирургов, доктор медицинских наук, профессор, полковник медицинской службы. Заслуженный деятель науки Российской Федерации. Заслуженный врач Российской Федерации.

## Биография
Родился 22 августа 1947 года в городе Красный Лиман Донецкой области Украинской ССР.
С 1969 по 1975 год проходил обучение на факультете подготовки врачей для ВМФ Военно-медицинской академии имени С. М. Кирова, которую окончил с отличием. С 1975 по 1977 год служил в военно-медицинских частях ВМФ СССР в составе ядерного полигона Новой Земли в должности начальника военного лазарета. С 1977 по 1978 год на службе в Ленинградской военно-морской базе на должности врача-хирурга корабельной группы специализированной медицинской помощи. 
С 1978 года на научно-педагогической работе в Военно-медицинской академии имени С. М. Кирова в должностях ординатора и старшего ординатора клинической ординатуры кафедры хирургии усовершенствования врачей № 2. С 1984 по 1987 год находился в командировке в Афганистане в период Афганской войны в составе ОКСВА в качестве военного хирурга группы хирургического усиления. С 1986 по 1990 год — преподаватель кафедры военно-полевой хирургии, с 1992 по 2007 год — начальник кафедры военно-морской и общей хирургии, с 2007 года — профессор этой кафедры. Одновременно с этим с 1990 года являлся главным хирургом Ленинградской военно-морской базы. С 2003 года являлся одним из инициаторов создания клиники военно-морской хирургии на базе 1-го Военно-морского госпиталя

### Научно-педагогическая деятельность
Основная научно-педагогическая деятельность Рухляды была связана с вопросами в области военно-морской хирургии, создателем научной школы которой он являлся, занимался исследованиями в области вопросов  боевой хирургической травмы в условиях боевых действий военно-морских сил, в том числе травм в ходе поражений специальными видами боеприпасов и  минно-взрывными повреждениями. Под его руководством развивались такие направления как: хирургия повреждений, неотложная и сосудистая хирургия, хирургия органов щитовидной железы и заболеваний гепатопанкреатодуоденальной зоны. Был участником и активным докладчиком: Международного симпозиума по боевой травме и раневой баллистике в Санкт-Петербурге (1994), XXXVI Международного конгресса военной медицины в Южно-Африканской Республике (2002), XXXVI Всемирного конгресса по военной медицине в Санкт-Петербурге (2005).
Являлся почётным членом Правления Пироговского общества, был членом Диссертационного совета (по хирургии) ВМА имени С. М. Кирова, членом Учёного совета Санкт-Петербургский НИИ скорой помощи имени И. И. Джанелидзе.
В 1984 году защитил кандидатскую диссертацию на тему «Предоперационное применение канамицина и цефазолина при остром нарушении кровообращения в тонкой кишке», 1989 году защитил диссертацию на соискание учёной степени доктор медицинских наук на тему «Синдром непроходимости кишечника при неонкологических заболеваниях и огнестрельных повреждениях живота». В 1993 году было присвоено учёное звание профессора. Являлся автором более двухсот научных работ, в том числе монографий и учебников. Под его руководством было выполнено пять докторских и восемнадцать кандидатских диссертаций.
Скончался 25 марта 2021 года в Санкт-Петербурге.

## Награды, звания
- Орден «За военные заслуги»[2][5]
- Орден Почёта[6]
- Заслуженный деятель науки Российской Федерации[2][5]
- Заслуженный врач Российской Федерации (1994 — «За заслуги в области  здравоохранения и многолетнюю добросовестную службу»)[7]